# Ophidiinae
Die Ophidiinae sind eine Unterfamilie von Meeresfischen aus der Familie der Bartmännchen (Ophidiidae). Sie kommt weltweit in tropischen und subtropischen Ozeanen vor.

## Merkmale
Die Ophidiinae erreichen je nach Art Körperlängen von 7 cm bis 2 m. Sie haben langgestreckte Körper, die mit Rundschuppen bedeckt sind, die sich überlappen und in regelmäßigen Reihen angeordnet sind oder in die Haut eingebettete Schuppen, die wie Flechtwerk angeordnet sind (anguilloid). Barteln fehlen, die Nasenregion einiger Arten aus der Gattung Lepophidium ist fransig, subnasale Hautlappen haben Ophidion lagocheila und die Parophidion-Arten. Die Bauchflossen werden von zwei ungleich langen Flossenstrahlen gestützt, die Schwanzflosse von 9 (4+5). Die Seitenlinie ist unvollständig und erreicht nicht die Schwanzflosse. Die Anzahl der Branchiostegalstrahlen liegt bei 7.

## Lebensweise
Arten aus der Ophidiinae kommen in allen Ozeanen vor. Sie leben auf dem Meeresgrund auf dem Schelf und Kontinentalhängen. Vorjungfischstadien von Cherublemma und vielleicht von Chilara sind mesopelagisch.

## Innere Systematik
Zur Unterfamilie gehören fast 60 Arten, die acht Gattungen und zwei Tribus zugeordnet werden.

### Tribus Lepophidiini

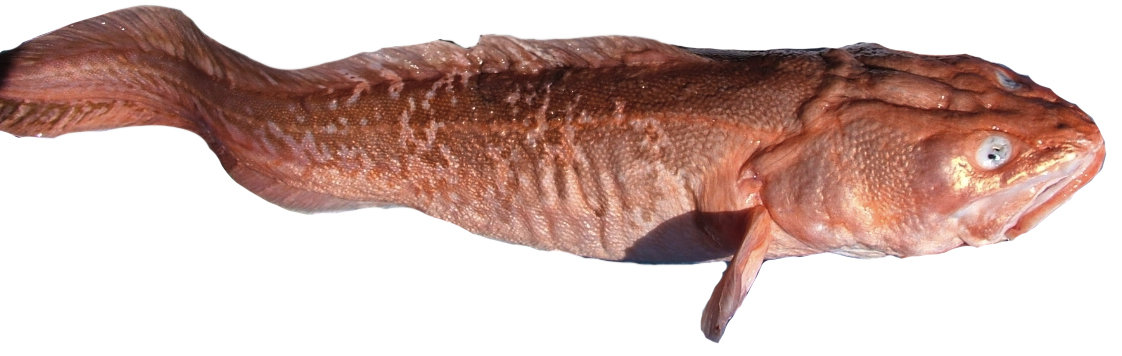
Genypterus blacodes

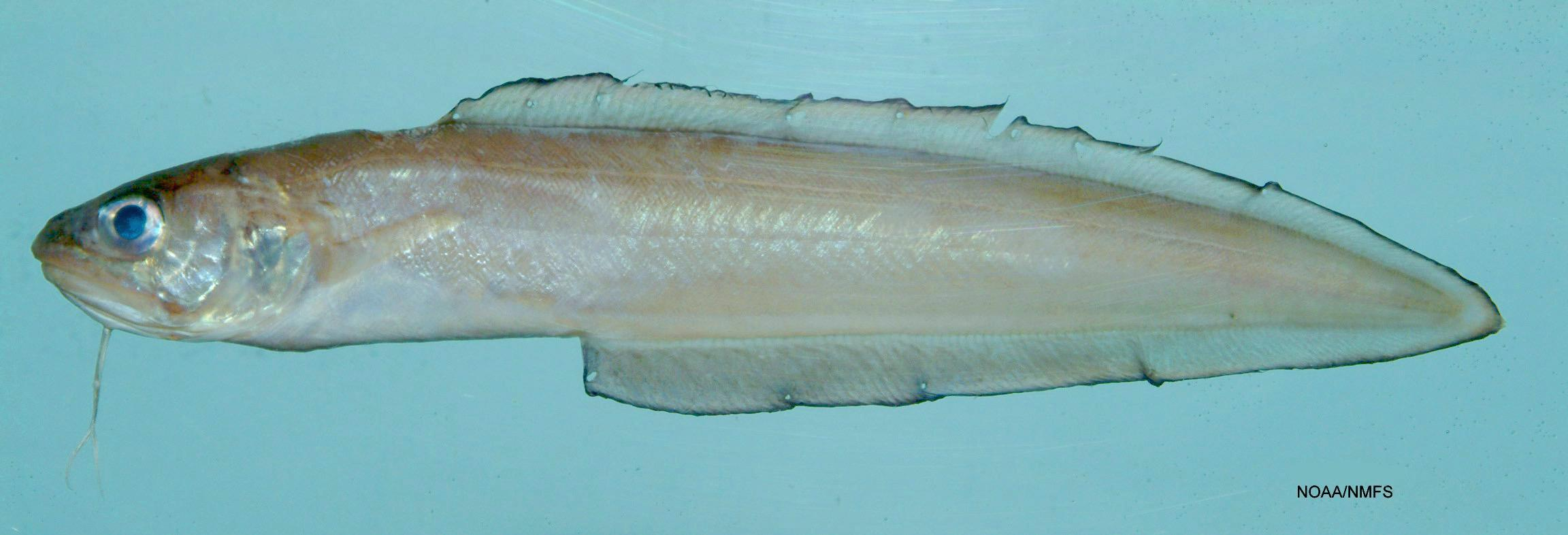
Lepophidium brevibarbe

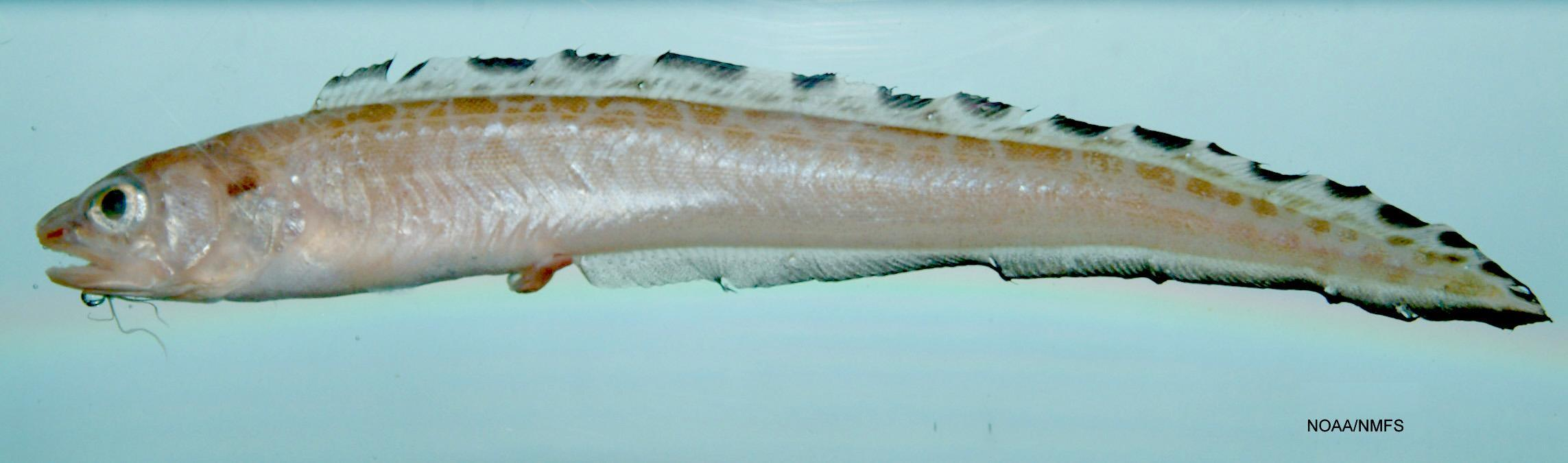
Lepophidium jeannae

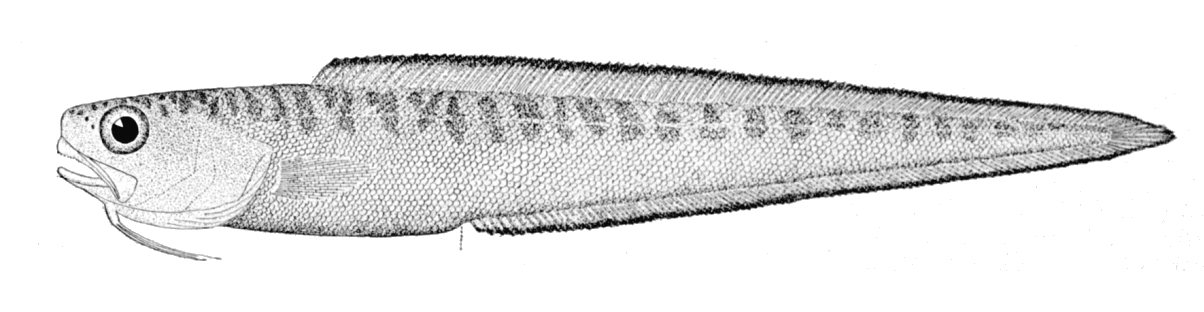
Lepophidium marmoratum

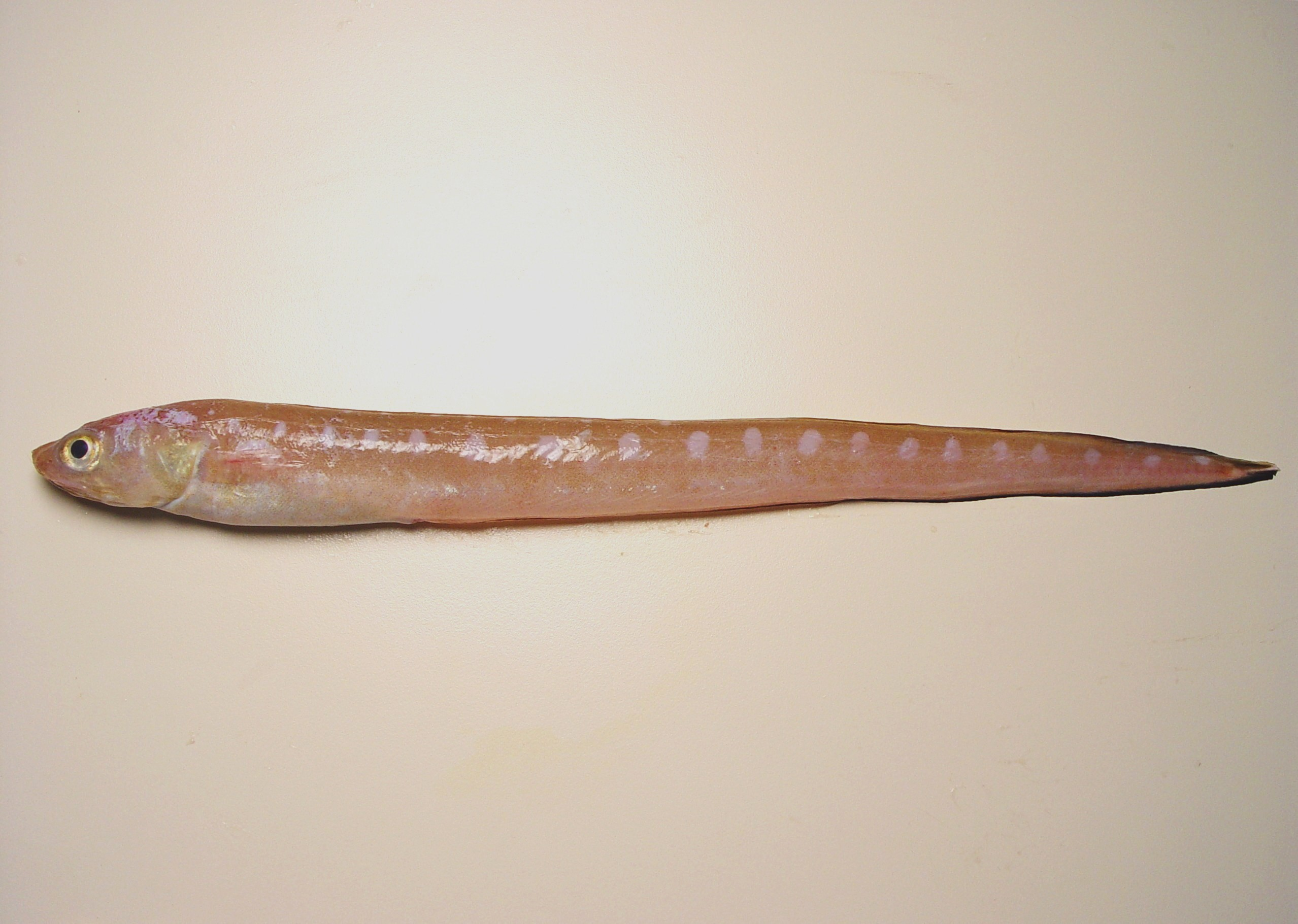
Lepophidium profundorum

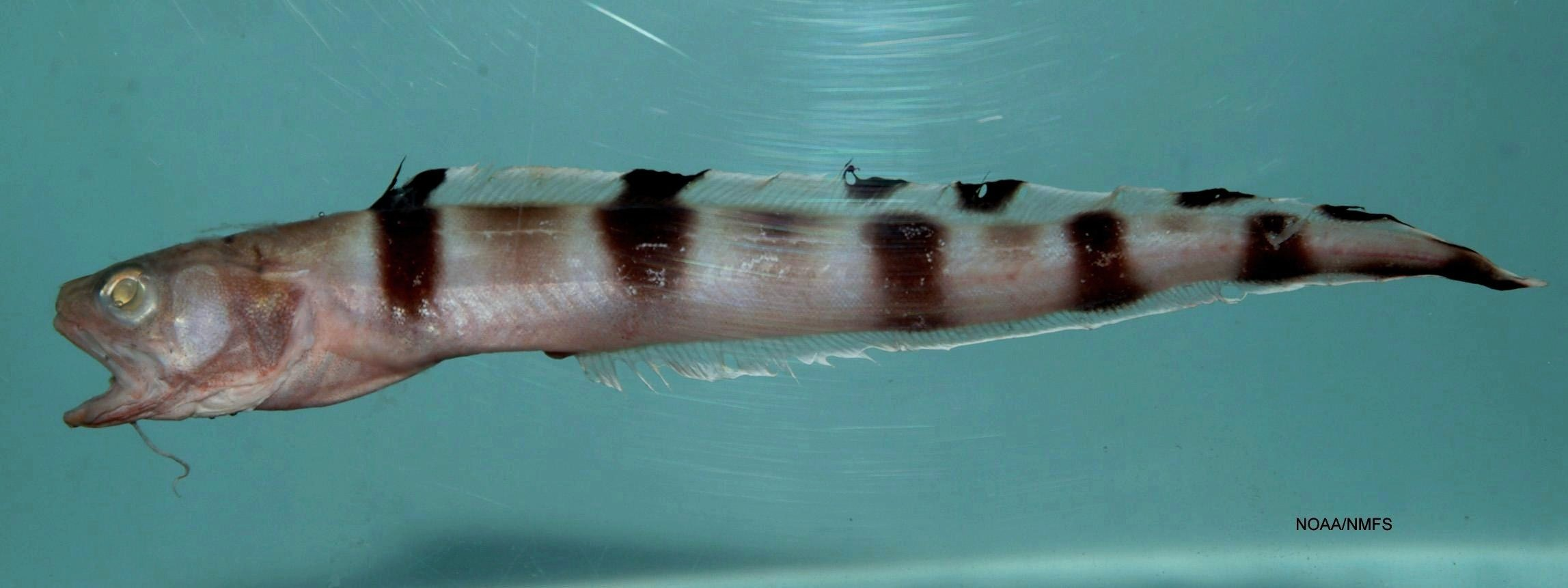
Lepophidium staurophor

Beim Tribus Lepophidiini ist der Rumpf mit in regelmäßigen Reihen angeordneten, sich überlappenden Schuppen bedeckt, der Hinterkopf ist vollständig beschuppt. Die Schwimmblase ist bei beiden Geschlechtern ein einfacher Sack ohne eine vordere Verlängerung oder Öffnung und ohne damit in Zusammenhang stehende Modifikationen der Wirbel (Ausnahmen bei einigen Lepophidium-Arten, vor allem bei L. brevibarbe und L. prorates). Pylorusschläuche sind vorhanden.
- Gattung Cherublemma
  - Cherublemma emmelas (Gilbert, 1890).
- Gattung Genypterus
  - Genypterus blacodes (Forster, 1801).
  - Genypterus brasiliensis Regan, 1903.
  - Kingklip (Genypterus capensis) (Smith, 1847).
  - Genypterus chilensis (Guichenot, 1848).
  - Genypterus maculatus (Kaup, 1858).
  - Genypterus tigerinus Klunzinger, 1872.
- Gattung Lepophidium
  - Lepophidium aporrhox Robins, 1961.
  - Lepophidium brevibarbe (Cuvier, 1829).
  - Lepophidium collettei Robins, Robins & Brown, 2012
  - Lepophidium crossotum Robins, Robins & Brown, 2012
  - Lepophidium cultratum Robins, Robins & Brown, 2012
  - Lepophidium entomelan Robins, Robins & Brown, 2012
  - Lepophidium gilmorei Robins, Robins & Brown, 2012
  - Lepophidium jeannae Fowler, 1941.
  - Lepophidium kallion Robins, 1959.
  - Lepophidium marmoratum (Goode & Bean, 1885).
  - Lepophidium microlepis (Matsubara, 1943).
  - Lepophidium negropinna Hildebrand & Barton, 1949.
  - Lepophidium pardale (Gilbert, 1890).
  - Lepophidium pheromystax Robins, 1960.
  - Lepophidium profundorum (Gill, 1863).
  - Lepophidium prorates (Jordan & Bollman, 1890).
  - Lepophidium robustum Robins, Robins & Brown, 2012
  - Lepophidium staurophor Robins, 1958.
  - Lepophidium stigmatistium (Gilbert, 1890).
  - Lepophidium wileyi Robins, Robins & Brown, 2012
  - Lepophidium zophochir Robins, Robins & Brown, 2012

### Tribus Ophidiini
Beim Tribus Ophidiini ist der Rumpf überwiegend mit wie Flechtwerk angeordneten, sich nicht überlappenden länglichen Schuppen bedeckt, der Kopf ist vollständig oder fast schuppenlos (außer bei Raneya). Die Kopfseiten, der Kiemendeckel und der untere Kopfbereich sind immer vollständig schuppenlos. Die Schwimmblase ist steif und kurz, bei Männchen oft nach von röhrenförmig verlängert oder mit einer Öffnung versehen. Die hinteren Wirbel weisen Modifikationen auf um die Schwimmblase zu stützen. Bei den Männchen kann der hintere Teil der Schwimmblase in einer knöchernen Kapsel eingefasst sein („rocker bone“). Pylorusschläuche fehlen.
- Gattung Chilara
  - Chilara taylori (Girard, 1858).
- Gattung Ophidion

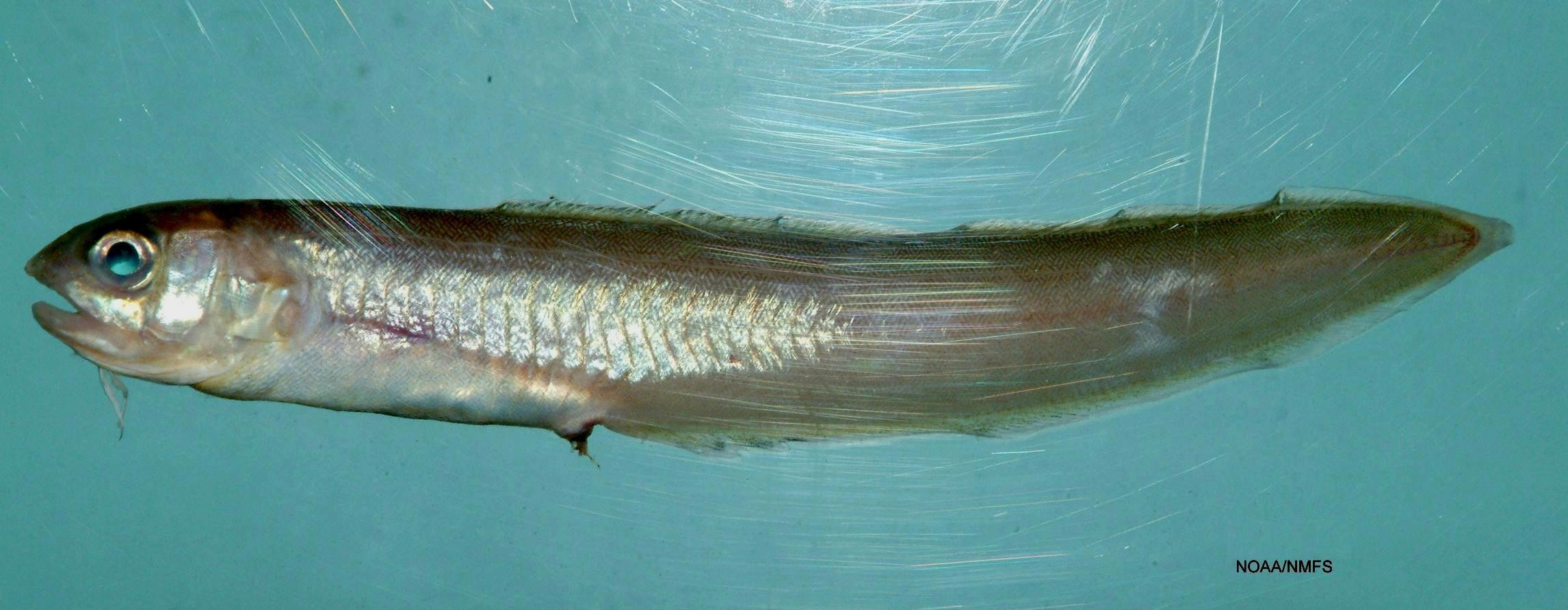
Ophidion holbrookii

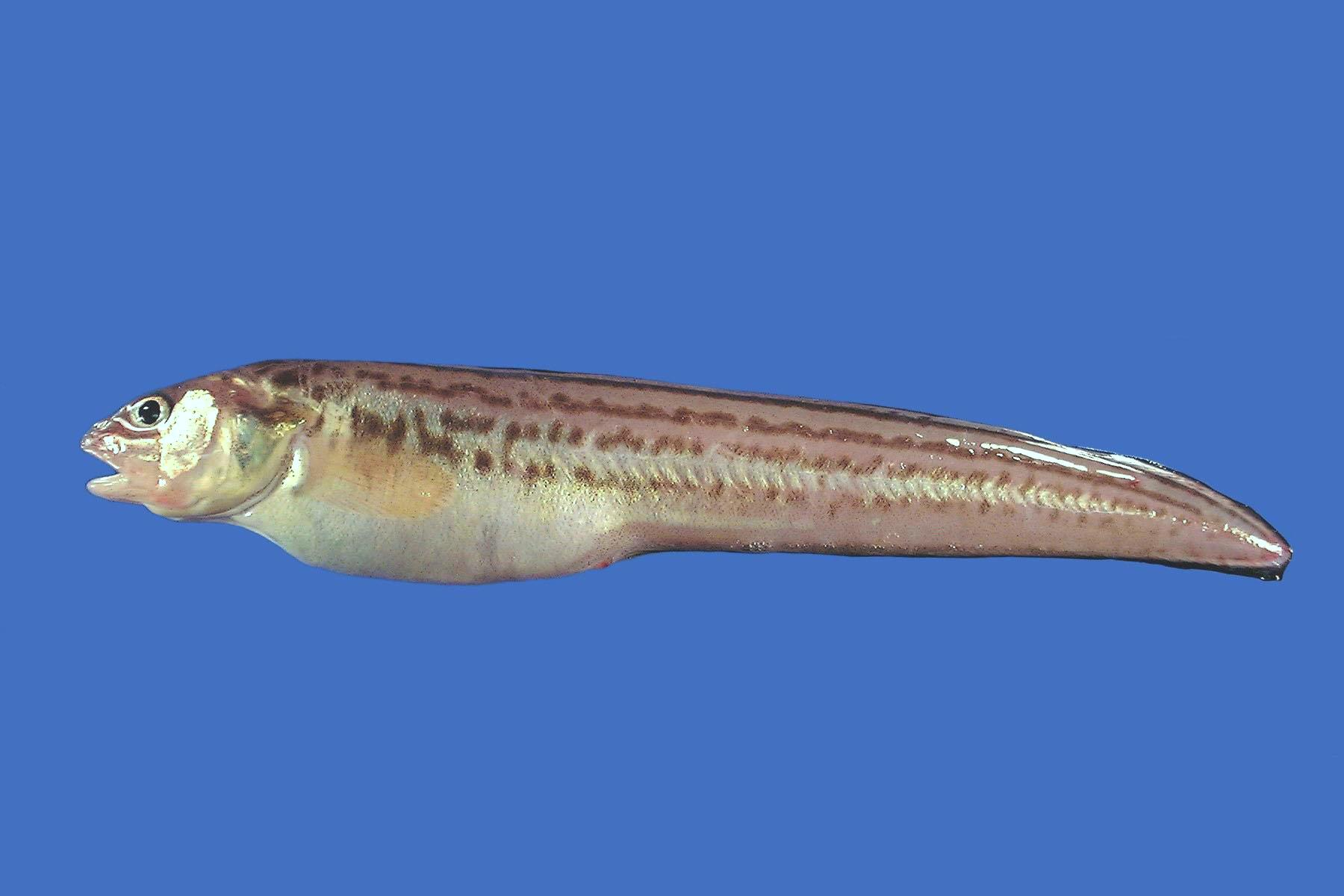
Ophidion josephi

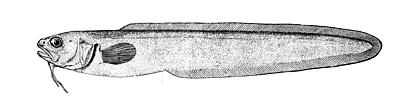
Ophidion marginatum

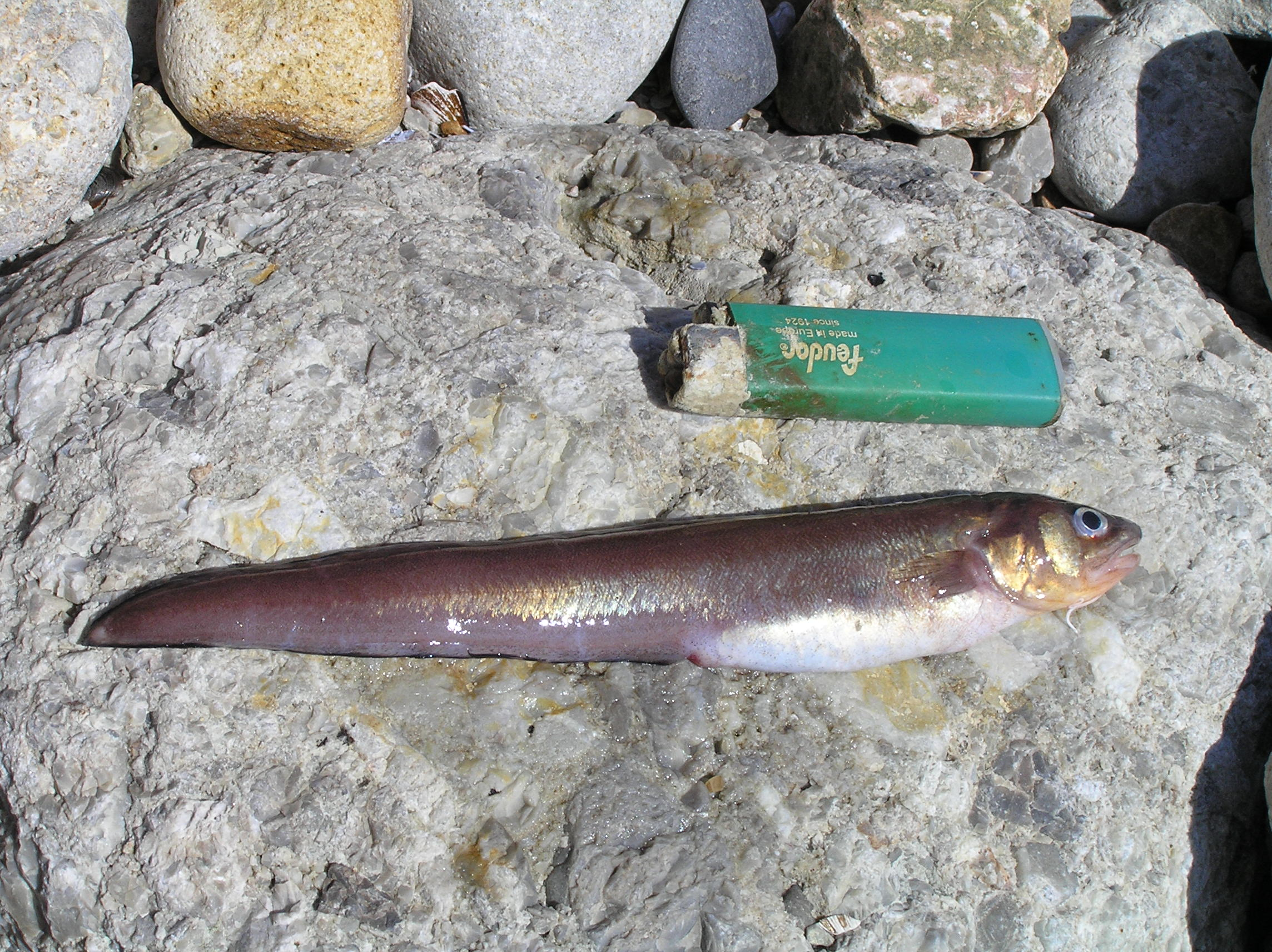
Ophidion rochei

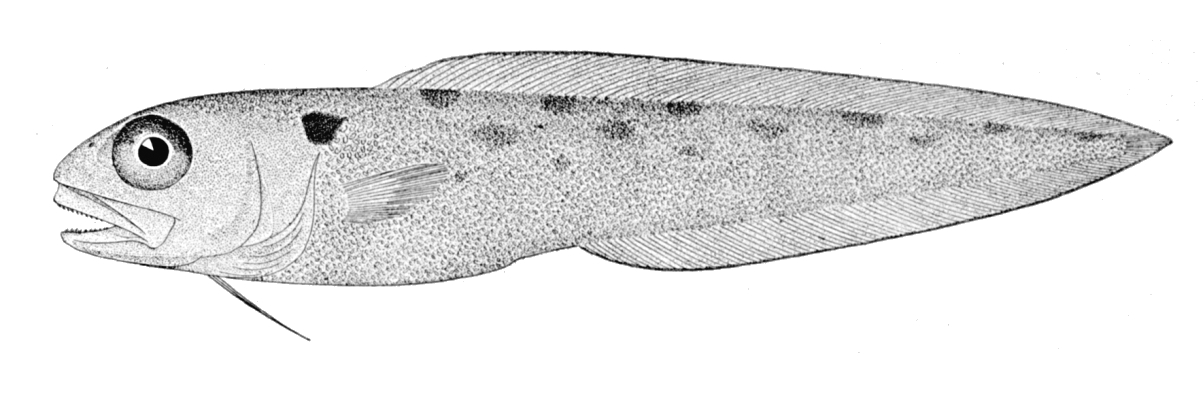
Otophidium omostigma

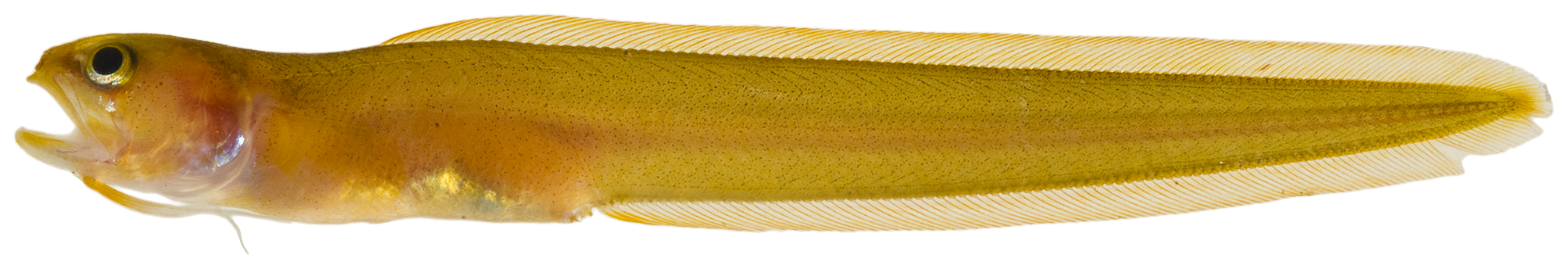
Parophidion schmidti

  - Ophidion antipholus Lea & Robins, 2003.
  - Ophidion asiro (Jordan & Fowler, 1902).
  - Bartmännchen (Ophidion barbatum) Linnaeus, 1758.
  - Ophidion beani Jordan & Gilbert, 1883.
  - Ophidion dromio Lea & Robins, 2003.
  - Ophidion exul Robins, 1991.
  - Ophidion fulvum (Hildebrand & Barton, 1949).
  - Ophidion galeoides (Gilbert, 1890).
  - Ophidion genyopus (Ogilby, 1897).
  - Ophidion grayi (Fowler, 1948).
  - Ophidion holbrookii (Putnam, 1874).
  - Ophidion imitator Lea, 1997.
  - Ophidion iris (Zugmayer, 1911).
  - Ophidion josephi Girard, 1858.
  - Ophidion lagochila (Böhlke & Robins, 1959).
  - Ophidion lozanoi Matallanas, 1990.
  - Ophidion marginatum (DeKay, 1842).
  - Ophidion metoecus Robins, 1991.
  - Ophidion muraenolepis (Günther, 1880).
  - Ophidion nocomis Robins & Böhlke, 1959.
  - Ophidion robinsi Fahay, 1992.
  - Ophidion rochei Müller, 1845.
  - Ophidion saldanhai Matallanas & Brito, 1999.
  - Ophidion scrippsae (Hubbs, 1916).
  - Ophidion selenops Robins & Böhlke, 1959.
  - Ophidion smithi (Fowler, 1934).
  - Ophidion welshi (Nichols & Breder, 1922).
- Gattung Otophidium
  - Otophidium chickcharney Böhlke & Robins, 1959.
  - Otophidium dormitator Böhlke & Robins, 1959.
  - Otophidium indefatigabile Jordan & Bollman, 1890.
  - Otophidium omostigma (Jordan & Gilbert, 1882).
- Gattung Parophidion
  - Parophidion schmidti (Woods & Kanazawa, 1951).
  - Parophidion vassali (Risso, 1810).
- Gattung Raneya
  - Raneya brasiliensis (Regan, 1903).